# Repubblica Socialista Slovacca
Repubblica Socialista Slovacca (in slovacco Slovenská socialistická republika, abbreviato in RSS) è stato il nome ufficiale della Slovacchia all'interno della Repubblica Socialista Cecoslovacca dal 1º gennaio 1969 al marzo 1990.

## Storia
Dopo l'occupazione della Cecoslovacchia nel 1968, le riforme di liberalizzazione subirono un arresto: l'unica eccezione fu la trasformazione della nazione in uno Stato federale. L'ex-Stato centralistico della Cecoslovacchia fu diviso in due: la Repubblica Socialista Ceca e la Repubblica Socialista Slovacca, con la Legge Costituzionale del 28 ottobre 1968, che fu applicata il 1º gennaio 1969. Furono creati nuovi Parlamenti nazionali, quello ceco e quello slovacco, mentre il vecchio Parlamento della Cecoslovacchia fu chiamato "Assemblea federale" e fu diviso in due camere: la Camera del Popolo (in ceco Sněmovna lidu, in slovacco Snemovňa ľudu) e la Camera delle Nazioni (in ceco Sněmovna národů, in slovacco Snemovňa národov). Vennero applicate norme molto complicate per le operazioni di voto.
La federazione fu solo formale, in quanto tutti i poteri reali erano detenuti dal Partito Comunista di Cecoslovacchia. Il maggiore numero di Parlamenti fornì nuovi seggi per i membri dei partiti, anche se il loro ruolo rimase solo simbolico.
Dopo la Rivoluzione di velluto in Cecoslovacchia, la parola "socialista" fu eliminata nei nomi delle due repubbliche: la Repubblica Socialista Slovacca divenne Repubblica Slovacca (facente parte della Repubblica Federale Ceca e Slovacca).
Il sistema di voto parlamentare molto complicato (c'erano infatti 5 differenti corpi istituzionali che avevano diritto di veto) fu mantenuto anche dopo la caduta del socialismo, complicando e ritardando quindi le decisioni politiche durante quegli anni di cambiamenti radicali nel Paese.
In seguito, nel 1993, la Repubblica Slovacca divenne uno Stato indipendente e prese come denominazione abbreviata Slovacchia.